# Skeleton Coast (romanzo)
Skeleton Coast è un romanzo scritto da Clive Cussler e Jack Du Brul e pubblicato nel 2006. In Italia è stato pubblicato nel 2010. È il quarto libro del ciclo degli Oregon Files.

## Edizioni
- Clive Cussler e Jack Du Brul, Skeleton Coast, collana La Gaja Scienza, traduzione di Stefano Mogni, Longanesi, 10 giugno 2010,  p. 486, ISBN 9788830427730.
- Clive Cussler e Jack Du Brul, Skeleton Coast, traduzione di Stefano Mogni, Teadue, TEA, 2011,  p. 478, ISBN 9788850225811.
- Clive Cussler e Jack Du Brul, Skeleton Coast, traduzione di Stefano Mogni, Tea più, TEA, 15 novembre 2018,  p. 478, ISBN 9788850251926.